# Condado de Lake (Colorado)
El condado de Lake (en inglés: Lake County), fundado en 1861, es uno de los 64 condados del estado estadounidense de Colorado. En el año 2000 tenía una población de 7812 habitantes con una densidad poblacional de 8 personas por km². La sede del condado es Leadville.

## Geografía
Según la Oficina del Censo, el condado tiene un área total de 994 km² (383,8 mi²), de la cual 976 km² (376,8 mi²) es tierra y 18 km² (6,9 mi²) (1.83%) es agua.

### Condados adyacentes
- Condado de Eagle - norte
- Condado de Summit - noreste
- Condado de Park - este
- Condado de Chaffee - sur
- Condado de Pitkin - oeste

## Demografía
En el 2000 la renta per cápita promedia del condado era de $37 691, y el ingreso promedio para una familia era de $41 652. En 2000 los hombres tenían un ingreso per cápita de $30 977 versus $24 415 para las mujeres. El ingreso per cápita para el condado era de $18 524. Alrededor del 12.90% de la población estaba bajo el umbral de pobreza nacional.

## Ciudades y pueblos
- Climax
- Leadville
- Leadville North
- Oro City
- Twin Lakes